# Escola Pública Emili Carles Tolrà
L' Escola Pública Emili Carles-Tolrà  és un edifici històric de Castellar del Vallès (Vallès Occidental) de titularitat pública situada a la confluència dels Doctor Portabella, 14 d'abril i carrer del Molí. En l'actualitat l'edifici es troba dins de l'inventari del patrimoni històric, arquitectònic i ambiental de Castellar del Vallès i és considerat un Bé Cultural d'Interès Local.

## Característiques
Es tracta d'un edifici simètric format per cinc cossos. Els dos laterals, de planta rectangular estan edificats en sentit paral·lel a un cos central que es diferencia per tenir només una planta i una coberta a dues vessants. El cos central, de planta i el pis, és de planta rectangular i teulada de quatre vessants; en ell se situa l'entrada principal amb portal amb arc de mig punt remarcat, fris i l'agrupació de quatre finestres també amb arc de mig punt a la planta pis. Ornamentació, de caràcter auster amb elements classicistes, A la  dècada dels 80 s'hi va afegir un sala per a fer-hi esport.
Existeix un altre edifici simètric estructurat (conegut com a Escola Emili Carles-Tolrà II) per tres cossos diferenciats: amb una part central de dues plantes i on trobem l'accés principal i dos edificis laterals amb una sola planta i entretirats de l'alineació del carrer. La façana principal presenta un remat amb frontons dels tres cossos, i destaca una porta d'accés i tres finestres amb arc de mig punt del pis superior del cos central. Els laterals o pavellons presenten grans finestres de caràcter rectangular i arcs de mig punt, per a garantir la bona il·luminació dels passadissos i aularis. L'ornamentació, de caràcter auster com l'altre edifici, està feta d'elements classicistes, destacant el treball i ressalt de brancals i llindes amb maó a sardinell de les grans obertures rectangulars. Aquest edifici té annexat des del setembre de 1996 una ala de parvulari.

## Història
El primer ajuntament republicà, presidit per l'alcalde Antoni Tort, va plantejar la voluntat d'implantar una escola de caràcter laic i gratuït en consonància amb el que la constitució republicana i de la Generalitat. En aquells moments Castellar no tenia problemes d'escolarització i els 713 alumnes menors de 15 anys entre les escoles oficials i les de tipus privat estudiaven sense cap dificultat a la població.
Inicialment, hi hagué un sector de la població castellarenca que es va oposar a la construcció d'unes escoles laiques. Segons destaquen els historiadors, l'Ajuntament va acordar la construcció de dues escoles graduades, amb quatre seccions per a noi i noies. Es va crear una comissió formada per regidors, anomenada "Pro-Escoles" per tal que comencessin a treballar en el projecte. Paral·lelament, els càrrecs electes es reuniren amb Emili Carles-Tolrà, marquès de Castellar del Vallès, per presentar-li el projecte amb la idea d'adquirir l'edifici de les escoles del patronat per instal·lar-hi les projectades escoles nacionals. Aquesta idea, però, es va haver de descartar perquè l'escriptura de la fundació del Patronat no preveia aquesta possibilitat.
Mentrestant l'Estat s'havia compromès a crear dues escoles graduades, de quatre seccions per cada gènere. Malauradament, però, l'Ajuntament no disposava dels edificis en el termini fixat per la Llei, pel que el projecte va tornar a quedar paralitzat fins que l'Ajuntament pogués tirar endavant la construcció dels edificis. Aleshores, Emili Carles-Tolrà va comunicar la seva voluntat de col·laborar en la realització del projecte i va cedir al municipi uns terrenys en el Camp Senyor per construir-hi l'equipament tot aportant 70.000 pessetes per a les despeses i 11.000 pessetes més per adquirir una finca situada al mig dels terrenys. Gràcies a aquesta aportació, el consistori va poder sol·licitar la subvenció de l'Estat prevista per la Llei a raó de 10.000 pessetes per cada secció graduada, és a dir, un total de 80.000. El 16 de juliol de 1931, es va publicar l'ordre de creació provisional de les escoles nacionals. El 30 de juny  de 1932, l'Ajuntament va aprovar una proposició relacionada amb la construcció de les escoles i l'1 de juliol la comissió d'hisenda donava llum verda al verda al projecte i, per tant, a la construcció. Per aquest motiu, es van encarregar els plànols de l'edifici a l'arquitecte Emili Sala Pibernat. El 25 d'abril de 1933 el contractista Carles Pasqual Soldevila va guanyar el concurs de les obres en la segona convocatòria de la subhasta, amb un pressupost de 140.000 pessetes. Segons marquen els historiadors, tot just un mes abans l'Ajuntament comunicava públicament l'inici de la construcció de l'escola formada per dos edificis nens/nenes d'ensenyament primari, que incloïa quatre graus per cada sexe. El cost total dels edificis i dels materials previst per l'Ajuntament fou de 310.000 pessetes, no obstant, el cost resultant fou de 373.507'48 pessetes. Com que el municipi no podia assumir aquell cost, va emetre un préstec d'àmbit local amb obligacions del deute municipal de 100, 250 i 500 pessetes cada una amb una amortització de 25 anys i un interès anual del 5% lliure d'impostos.
Amb la voluntat d'alleugerir el préstec i no ofegar les arques municipals, Emili Carles-Tolrà va traspassar a favor del consistori el servei de proveïment d'aigua a particulars i l'ús de la font de Turell. D'aquesta manera, l'Ajuntament augmentava els ingressos recaptats generals per l'explotació d'aquests serveis i podia fer l'esforç d'invertit en educació. El 18 de juliol i el 25 d'agost de 1934 el Ministeri d'Instrucció Pública va ratificar les escoles i aquestes foren inaugurades el 23 de setembre de 1934 sota la nomenclatura de Grup Escolar Emili Carles- Tolrà, amb la intenció d'agrair al marqués la seva col·laboració. La inauguració fou presididia pel President de la Generalitat, Lluís Companys (qui acostumava a estiuejar al carrer de les Roques de la vila) acompanyat d'altres autoritats nacionals i local i consistiria en un dinar per a 200 comensals a l'Hostal de Les Arenes. Segons dades oficials, a finals de setembre de 1934 constaven inscrits a les noves Escoles Nacionals un total de 240 alumnes. A mitjans de novembre del mateix any es coneix el nomenament de mestres per a les escoles que foren un total de 4 mestres masculins per a l'escola de nois i 5 mestres femenines per a l'escola de nois.
Durant la Guerra Civil foren les úniques escoles que van continuar el seu funcionament, tot i que amb menys alumnes i menys mestres, pel que es va acabar fusionant classes. En el curs 1937-1938 es van impartir moltes classes a Puigverd per por d'algun possible bombardeig sobre el nucli urbà. Amb la fi del conflicte i amb l'arribada de les tropes nacionals a la vila, es va clausurar l'escola per evitar-ne el pillatge, tot i que amb la seva reobertura es va poder observar que l'esforç havia estat en va. Amb l'inici de l'època franquista, l'escola va continuar la seva tasca, però amb el nom canviat. En general, es denominaren Escuela Nacional Graduada de Niñas i Escuela Nacional Graduada de Niños. En el nostre cas fou l'Escuela Nacional Graduada de Niños.
Aquest edifici té un annex afegit destinat a sala poliesportiva, construït a finals dels anys '80 obra de Pere Roca i Roumens entre l'espai comprès per l'escola i la propietat veïna; el gimnàs té façana als carrers del Molí i de i al carrer del Dr. Portabella. Aprofitant el desnivell s'hi va construir un soterrani i per donar continuïtat amb la part de l'escola ja construïda es va tractar amb obra vista i arrebossat. En el cas d'aquest edifici en destaca el gran pati que dona al carrer del Molí

## Usos actuals
En l'actualitat l'escola està integrada dins la xarxa pública d'escoles de la Generalitat de Catalunya, inscrita als serveis territorials del Vallès Occidental. Es tracta d'una escola d'una línia tant en educació infantil com en educació primària. També és una seu habitual com a col·legi electoral.